# Champagne humide
Pour les articles homonymes, voir Champagne.
La Champagne humide est une macro-région naturelle de Champagne-Ardenne. Elle s’étend en arc de cercle de l'Argonne au nord au Pays d'Othe au sud, entre la Champagne crayeuse à l'ouest et la Côte de Champagne (Barrois lorrain, Vallage et Barrois champenois) à l'est.

## Présentation
Cette vaste dépression recouverte d’alluvions et parsemée de très nombreux plans d'eau comprend le Chaourçois, le Briennois, le Pays du Der et le Perthois.
Les lacs et étangs de la Champagne humide sont classés par la convention de Ramsar depuis le 8 avril 1991. La superficie désignée de 255 800 ha en fait le plus grand site français métropolitain de zones humides classées Ramsar : Parc naturel régional de la forêt d'Orient, Lacs Amance et du Temple, Lac du Der-Chantecoq...
Outre son patrimoine naturel, cette région est connue pour son architecture traditionnelle à pans de bois.